# Liuixalus calcarius
Liuixalus calcarius é uma espécie de anfíbio anuro da família Rhacophoridae. Está presente no Vietname. A UICN classificou-a como vulnerável.